# 秋紅谷站
24°10′09″N 120°38′20″E / 24.16917°N 120.63889°E
秋紅谷站是位於臺灣臺中市西屯區的臺灣大道幹線公車站。2014年7月27日啟用時，為台中BRT藍線車站，2015年7月8日轉型為臺灣大道幹線公車站。啟用前舊名稱為「朝馬」。

第二月台欄杆尚未拆除之意象

## 車站歷史
- 2014年7月27日：正式啟用。
- 2015年7月8日：臺中市快捷巴士系統廢除後，原藍線車站將改為臺中市公車臺灣大道幹線的公車站，屆時將有臺中市公車300路、301路、302路、303路、304路、305路、306路、307路、308路停靠本站。[2]
- 2017年5月26日：增停機場接駁公車A2路。[3]
- 2017年7月7日：增停309路公車。[4] [5]

## 車站概要
車站位於臺灣大道三段與朝富路口交界地面，於2014年7月27日正式啟用。車站分為兩座地面車站，與BRT專用車道同建於臺灣大道三段兩側的快、慢車道之間，設置雙向出口，西行月台位於朝富路口的東側，東行月台位於朝富路口西側。

## 車站結構

### 車站車道配置
| 慢車道           |                                        |
| 側式月台（西行） |                                        |
| 公車專用車道     | ← 往靜宜大學方向，至福安站前均無專用道 |
| 快車道           | 臺灣大道三段                           |
| 快車道           | 臺灣大道三段                           |
| 公車專用車道     | →往臺中火車站方向（新光／遠百站） →    |
| 側式月台（東行） |                                        |
| 慢車道           |                                        |

### 車站出入口
秋紅谷站為兩座地面車站，單向共1處出口，雙向共2處。
- 東行站（往臺中火車站方向）出口設置位置：臺灣大道朝富路口。
- 西行站（往靜宜大學方向）出口設置位置：臺灣大道朝富路口。

## 車站週邊
- I Bike 秋紅谷
- 朝馬國道客運轉運站：
  - 國光客運朝馬站（往基隆、臺北、板橋、桃園、龍潭、桃園機場、新竹、元培、南投、埔里、嘉義、臺南、高雄、屏東）
  - 統聯客運朝馬轉運站（往臺北、桃園機場、新營、麻豆、臺南）
  - 阿羅哈客運朝馬站（往臺北、林口、桃園、新竹、嘉義、岡山、楠梓、高雄）
  - 和欣客運朝馬轉運站（往臺北、板橋、桃園、中壢、嘉義、新營、麻豆、臺南）
  - 台中客運朝馬新站（往臺北東區、景美、新店、龍潭、新竹、中華大學、西螺、虎尾、北港、臺西）
- 秋紅谷公園

## 慢車道公車轉乘資訊
- 秋紅谷（朝陽橋）：5、27、48、60、63、69、73、77、151、152、152區、153、153副、153區、155主、323、324、325、326
- 朝馬（臺灣大道）：5、27、48、60、63、69、73、75、77、151、152、152區、153、153副、153區、155主、161、323、324、325、326、658
- 朝馬2（臺灣大道）：81、151、152、152區
- 朝馬（黎明路）：5、28、29、54、75、79、81、161、229
- 朝馬轉運站（朝富路）：18、49、75、160、358、658
- 河南臺灣大道口：18、27、33、60、63、157、359
- 黎明環河路口：81

## 腳註
1. ↑  .   [2014-10]. （原始内容存档于2014-10-17） （中文（臺灣））.
2. ↑  公共運輸處於6月18日公佈優化公車專用道9條公車路線圖 （页面存档备份，存于），臺中市交通局，2015-06-22
3. ↑  .   [2017-07-09]. （原始内容存档于2017-07-03）.
4. ↑  .   [2017-07-09]. （原始内容存档于2017-07-07）.
5. ↑  .   [2017-07-09]. （原始内容存档于2017-07-20）.
6. ↑  . 聯合報. 2014-07-27  [2014-08-27]. （原始内容存档于2014-07-27） （中文（臺灣））.
7. ↑  . 技師好康報. 2013年10月17日  [2014-08-27]. （原始内容存档于2017-03-21） （中文（臺灣））.